# 服部正徹
服部 正徹（はっとり しょうてつ、文政2年（1819年） - 万延元年（1860年）は、江戸時代の囲碁棋士。尾張国生まれ、十一世井上幻庵因碩門下、七段。元の姓は加藤、井上家外家の服部家三世として御城碁2局を勤めた。一時服部一に改名。

## 経歴
代々医者の家で、父道悦として尾張に生まれ、後越後国に移り、越後の人と言われる。井上幻庵因碩の内弟子となり、服部因淑、服部雄節らにも教えを受け、服部家の養子となる。天保12年（1841年）に五段。天保13年雄節死去により、服部家を相続。幻庵は十二世井上節山因碩の後継者に予定していたとされるが、嘉永2年（1849年）節山の急の退隠の際に江戸不在だったため、松本錦四郎が井上家を継いだ。
嘉永5年に六段に進み、服部一に改名。安政6年（1959年）に七段に進み、名を正徹に戻し、御城碁に出仕する。翌万延元年没。服部家は一世因淑、二世雄節と三代で御城碁出仕して禄を受け、これは外家としては唯一であり、家元四家に継ぐ格式の碁家とされる。
六段昇段披露会の席上、本因坊秀和・秀策・阪口仙得と、伊藤松和・太田雄蔵・安井算知 (俊哲)による連碁が、先番3目コミ出しで打たれた。当時「酒は鬼　朝寝秀和に　拳は林　踊は太田で服っと一（はじめ）ます」という狂歌があり、安井門下鬼塚源次、本因坊秀和の朝寝、林柏栄門入の薩摩拳、太田雄蔵の踊りと、正徹を読み込んでおり、当時の人気を映している。門下に黒田俊節、また小林鉄次郎も一時門下とした。
時期不詳だがある時幻庵の妾が門人と通じ、二人で裏長屋に隠れたが、幻庵は盤石を持ってその家を訪ね、棋道に励むようにと伝えた。この門人は後に七段に進んだとされるので、正徹のことであると推測される。

## 御城碁戦績
- 1859年（安政6年） 先番中押負 本因坊秀和
- 同年 白番13目負 本因坊秀策